# 口上
| ウィキペディアには「口上」という見出しの百科事典記事はありません（タイトルに「口上」を含むページの一覧/「口上」で始まるページの一覧）。 代わりにウィクショナリーのページ「口上」が役に立つかもしれません。 |